# Nagy Edit (modell)
Nagy Edit, művészneve: Nagy Edit Coco (Eger, 1946. szeptember 13. –) modell, manöken. Vámos Magda divattervező, a Magyar Divat Szövetség Elnöke avatta manökenné a 70-es éveiben járó Nagy Editet.

## Élete
Gyermekként tornaversenyeken indult, verseket olvasott, szavalt, és országos szavalóversenyt is nyert.
Magyar-történelem szakon végzett Egerben, a mostani nevén Eszterházy Károly Egyetem. Szülővárosában dolgozott a Tudományos Ismeretterjesztő Társulat Eger városi titkáraként, a Szakszervezetek Megyei Tanácsánál kulturális, illetve nemzetközi felelős volt, és protokollosként a külföldi delegációk programjait szervezte. Budapesten az MTV-ben rendező-asszisztenseként dolgozott, majd a Prime Time Marketing Kft. munkatársaként.
A New York-palotában, egy nagyszabású rendezvényen, melynek részben háziasszonya és szervezője is volt a Takács Atelier tulajdonosa, Takács Zsuzsanna divattervező felkérésére legújabb kollekciójának néhány darabját ölthette magára. Ez volt élete első modellkedése sztármanökenek társaságában.
Takács Zsuzsának köszönhetően ismerte meg Vámos Magdát, a magyar Retro Divatvilág Nagyasszonyát. Vámos Magda nagy példaképe a szakmában Coco Chanel.
Szerette volna fizikálisan is megidézni divat műsoraiban a francia Coco Chanel jelenséget. Nem a "hasonmásság" volt a cél, hanem 
a stílus, az érzés, amit Nagy Edit átélt és tehetségével a közönséggel átéltetett. Ez a "megidézés" minden alkalommal nagy sikert
aratott. Így született meg a "magyar Coco" Nagy Edit személyében 2017. február 17-én.

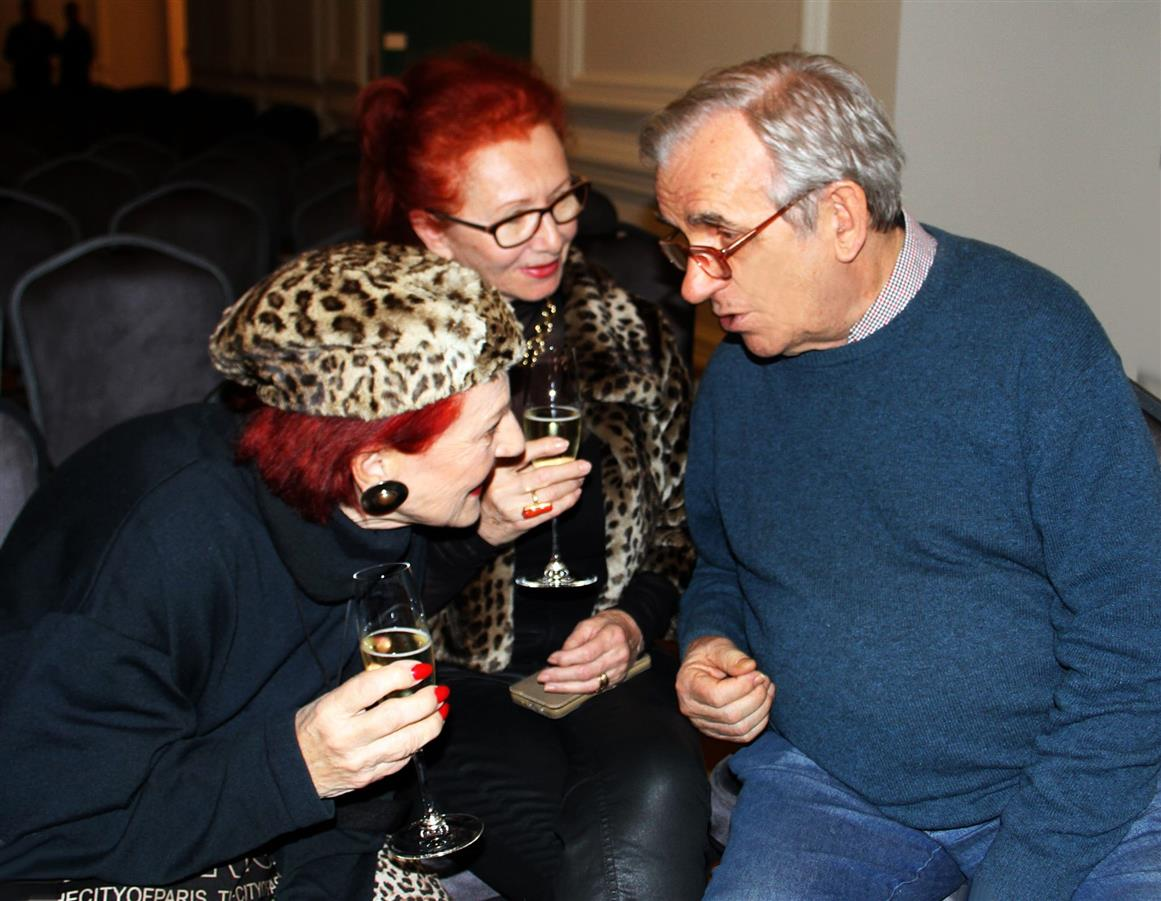
Nagy Edit, Vámos Magda divattervező és Tóth József fotóművész (Fotó: Rózsavölgyi Gyöngyi)

A Vámos Magda által rendezett divatbemutatókon gyakran 7-8 divatház kollekcióját is bemutatta, de volt már Édith Piaf szerepében is.
Barna Ilona, az 1980-90-es évek manökenje így jellemezte Nagy Editet a Magyar Divat Szövetség 15. évi, jubileumi divatbemutatója után: "Nagy Edit a »manökenség« láthatatlan »ugródeszkáit« érintés nélkül teljesítette, és profi modellként mutatkozott be..."
Akkoriban tört be a divatvilágba a 60+-os, azaz az „ezüstmodellek” hulláma, amikor Magyarországon elsőként Vámos Magda felfedezettje lett Nagy Edit Coco.
2021-ben megjelent Nagy Edit élettörténete, a Sikeres Nők - Sikeres TOP ötven Évkönyvében.

### Jelentősebb bemutatók
- 2016-2018. Nőnapi divatbemutatók a Goldberger Textilmúzeumban
- 2016. MÚOSZ Székház 2 napos Divat-show
- 2017. febr. 17., április 28. Józsa Judit Galéria
- 2017. nov. 24."Mesés" Divatbemutató
- 2018. MOZGÁS Földön-vízen-levegőben
- 2018. szept. 27-én: "15 éves a Magyar Divat Szövetség - jubileumi divatbemutató"
- 2018. november 30: "7+7 sikeres férfi"
- 2019. március 21. TAVASZKÖSZÖNTŐ - Korok-Divatok-Inspirációk
- 2019. október 18. MÉRLEG, Mesterek és Tanítványok

### Fotók, cikkek
- Magyar Krónika - havilap
- Magyar Demokrata - hetilap

### TV, filmek, interjúk
- BKTV - divatbemutatók Vámos Magda rendezésében
- HÍRTV - Lovas derby Budapest 2020. augusztus
- DUNA TV - Almárium c. műsor

### Közöshang Rádió - interjúk
- "70 fölött a kifutón" - 2019
- Beszélgetés Vámos Magdával és Nagy Edit Coco-val - 2021

### Fotósai
Alapfy László, Barna Ilona, Kanyó Béla (fotóművész), Kálmán Ilona, Somfai Sándor

### Divatszalonok, akik rendszeresen foglalkoztatták
- Bagatell Ruházat
- Bánky Zsuzsanna - ékszer
- Boros Judit Butik
- Charm - Mammut
- Christina Studió
- CLAMAR
- Elegant Design
- Emporium
- Harmony Art
- IGÉZŐ... a viselet vonzása
- Katus Attila - sportruházat
- Körtvély Adrienne - tervező
- Martha May
- Nagylovas Áruház
- SÜEL
- Szőrmeszalon - Bp., Szt. István krt.
- Takács Atelier
- Várhegyi Éva - Kalapok